# Вікторія Елізабет Шваб
Вікторія Елізабет (В. Е.) Шваб (англ. Victoria Elizabeth (V. E.) Schwab) — американська письменниця. Авторка роману 2013 року Vicious, серії Shades of Magic та «Незриме життя Адді Лярю», номінованої на премію Лукас 2020 як найкращий фентезійний роман. Публікує дитячі та юнацькі художні книги під ім'ям Вікторія Шваб. В основі підліткового драматичного серіалу «Перше вбивство», створеного Шваб, лежить її однойменне оповідання, вперше опубліковане в 2020 в антології Vampires Never Get Star: Tales With Fresh Bite.

## Життєпис
Народилася 7 липня 1987 року в штаті Каліфорнія, виросла в Нешвіллі, штат Теннессі. Пішла в південну підготовчу школу для дівчат. Закінчила Вашингтонський університет у Сент-Луїсі зі ступенем бакалавра образотворчих мистецтв. Шваб планувала вивчати астрофізику, але змінила напрямок після відвідування курсів мистецтва та літератури. Вона закінчила перший роман (не публікувався) на другому курсі навчання і продала свій дебютний роман, The Near Witch, Disney ще до закінчення свого навчання.

## Особисте життя
У 28 років Шваб повідомила про те, що вона лесбійка.

## Кар'єра

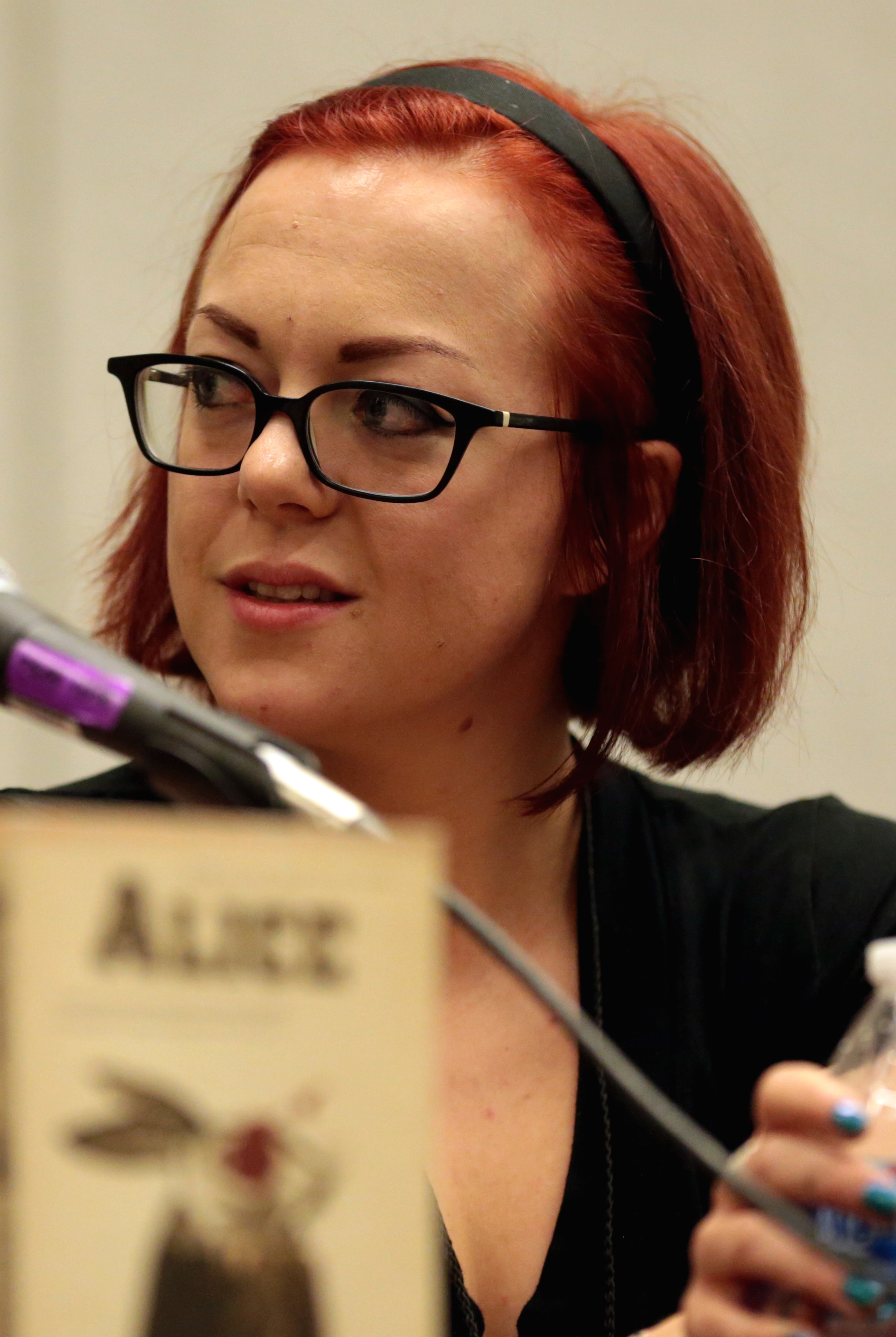
Шваб на Phoenix Comicon 2017

Дебютний роман Шваб «The Near Witch» був опублікований Disney у 2011 році.
Ґардіан назвали роман Vicious «геніальним дослідженням міфів про супергероїв і захоплюючим трилером про помсту». Крім того, він отримав рецензію від Publishers Weekly, що також назвала роман однією з найкращих книг 2013 року у категорії «Наукова фантастика/фентезі/жахи». Асоціація довідників і послуг користувачів Американської бібліотечної асоціації також визнала її найкращою фантастичною книгою у своєму списку для читання 2014 року. Наприкінці 2013 року права на екранізацію Vicious були спільно куплені Story Mining & Supply Co та Scott Free Productions.
У травні 2018 року Шваб прочитала шосту щорічну лекцію Толкіна в Пембрук-коледж, Оксфорд.
У 2020 році Шваб приєдналася до групи Podcast Writing excuses, щоб обговорити книги та інші теми.
Книга «Незриме життя Адді Лярю» була опублікована видавництвом Tor Books 6 жовтня 2020 року. Вона отримав високу оцінку та була номінована на премію Лукас 2020 як найкращий фентезійний роман.
Оповідання Шваб «Перше вбивство» було опубліковане в антології Vampires Never Get Old: Tales With Fresh Bite 2020 року. 15 жовтня 2020 року Netflix замовив серіал Перше вбивство. Шваб була сценаристкою та виконавчою продюсеркою серіалу. Прем'єра першого сезону серіалу відбулася 10 червня 2022 року на Netflix.

### Як Вікторія Шваб

#### Серія«The Dark Vault».
- «The Archived» (2013)
- «The Unbound» (2014)
- «Leave the Window Open» (2015) (повість)
- «The Returned» (TBA)

#### Серія«Everyday Angel»
- «New Beginnings» (2014)
- «Second Chances»(2014)
- «Last Wishes» (2014)

#### Серія«Monsters of Verity»
- «This Savage Song» (2016)
- «Our Dark Duet» (2017)

#### Серія«Cassidy Blake»
- «City of Ghosts» (2018)
- «Tunnel of Bones» (2019)
- «Bridge of Souls» (2021)

### Як В.Е.Шваб

#### Серія«Villains»
- «Warm Up» (2013) (повість)
- «Vicious» (2013)
- «Vengeful» (2018)
- «Victorious» (оголошено)

#### Серія«Shades of Magic»
- «A Darker Shade of Magic» (2015)
- «A Gathering of Shadows» (2016)
- «A Conjuring of Ligh» (2017)[23]
- Без назви (оголошено)

#### Незалежні роботи
- «Перше вбивство», оповідання в антології Vampires Never Get Star: Tales With Fresh Bite (2020)
- «Незриме життя Адді Лярю»(2020)
- «Галант» (2022)[24]
- «Чорні вкладки» (оголошено)

## Нагороди
- Переможець 2018 року Goodreads Choice Awards — Найкраща наукова фантастика для Vengeful[25]
- Переможець 2022 року Goodreads Choice Awards — найкраще фентезі та наукова фантастика для молоді за Gallant[26]